# Sri-lankische Badmintonmeisterschaft 1968
Die Sri-lankische Badmintonmeisterschaft 1968 war die 16. Austragung der nationalen Titelkämpfe im Badminton in Sri Lanka. Sie fand in Colombo statt.

## Sieger und Finalisten
| Disziplin    | Gold                                  | Silber                          |
| ------------ | ------------------------------------- | ------------------------------- |
| Herreneinzel | L. R. Ariyananda                      | Gerry Chandrasena               |
| Dameneinzel  | Lucky Dharmasena                      | Namal de Silva                  |
| Herrendoppel | Gerry Chandrasena Surendran Veeravagu | S. Nagoor Kaney Tony Dickson    |
| Damendoppel  | Lucky Dharmasena R. Piyasena          | Namal de Silva Shirani Perera   |
| Mixed        | Tony Dickson Lucky Dharmasena         | L. R. Ariyananda Namal de Silva |